# Avianca Brasil
Avianca Brasil, ufficialmente Oceanair Linhas Aéreas S / A, era una compagnia aerea brasiliana con sede nell'aeroporto di Congonhas a San Paolo in Brasile. Secondo l'Agência Nacional de Aviação Civil (ANAC), che ha annullato le sue operazioni, prima della cessazione delle operazioni, da gennaio a dicembre 2018 Avianca Brasil aveva il 13,4% della quota di mercato nazionale e il 7,3% della quota di mercato internazionale in termini di passeggeri per chilometro volato, rendendola la quarta compagnia aerea per traffico nazionale e internazionale in Brasile. Gli slot aziendali (permessi di atterraggio e decollo) sono stati ridistribuiti da Anac.

## Storia

### OceanAir
La compagnia aerea è stata fondata nel 1998 come compagnia di aerotaxi, per operare servizi di trasporto degli operai delle compagnie petrolifere, nel bacino di Campos. Il suo nome era allora OceanAir e ha iniziato a operare servizi di linea nel 2002, tra San Paolo, Rio de Janeiro, Macaé e Campos. Nel 2004, Synergy Group, il proprietario di OceanAir, ha acquistato la compagnia aerea colombiana Avianca e di conseguenza OceanAir è diventata una compagnia aerea di federaggio per i voli di Avianca su Guarulhos. Questa partnership tra le due compagnie aeree, ha aumentato il flusso di passeggeri tra la Colombia e il Brasile. Nel 2004, Synergy Group ha anche acquistato VIP Ecuador come parte strategica, per creare una compagnia aerea continentale con il marchio Avianca. Nel 2006, una joint venture formata da OceanAir (49%) ed il Fondo de Inversiones Sustentables (51%) ha creato una nuova compagnia aerea peruviana chiamata Wayraperú; la quale ha sospeso le operazioni pochi mesi dopo. OceanAir ha iniziato i suoi primi voli internazionali in Messico nel 2007 con un Boeing 767-300ER ma nell'aprile 2008 i voli sono stati interrotti. Da allora la compagnia aerea ha concentrato i suoi sforzi sul mercato interno brasiliano. Nel 2010 sono stati ordinati 5 Airbus A330 e 30 Airbus A320, mediante un contratto del valore di 2,5 miliardi di dollari. Con questa crescita della flotta, Efromovich intendeva controllare il 15% del mercato aereo brasiliano nel prossimo decennio, comprese le rotte verso Messico, Colombia, Africa e Stati Uniti.

### Avianca Brasil

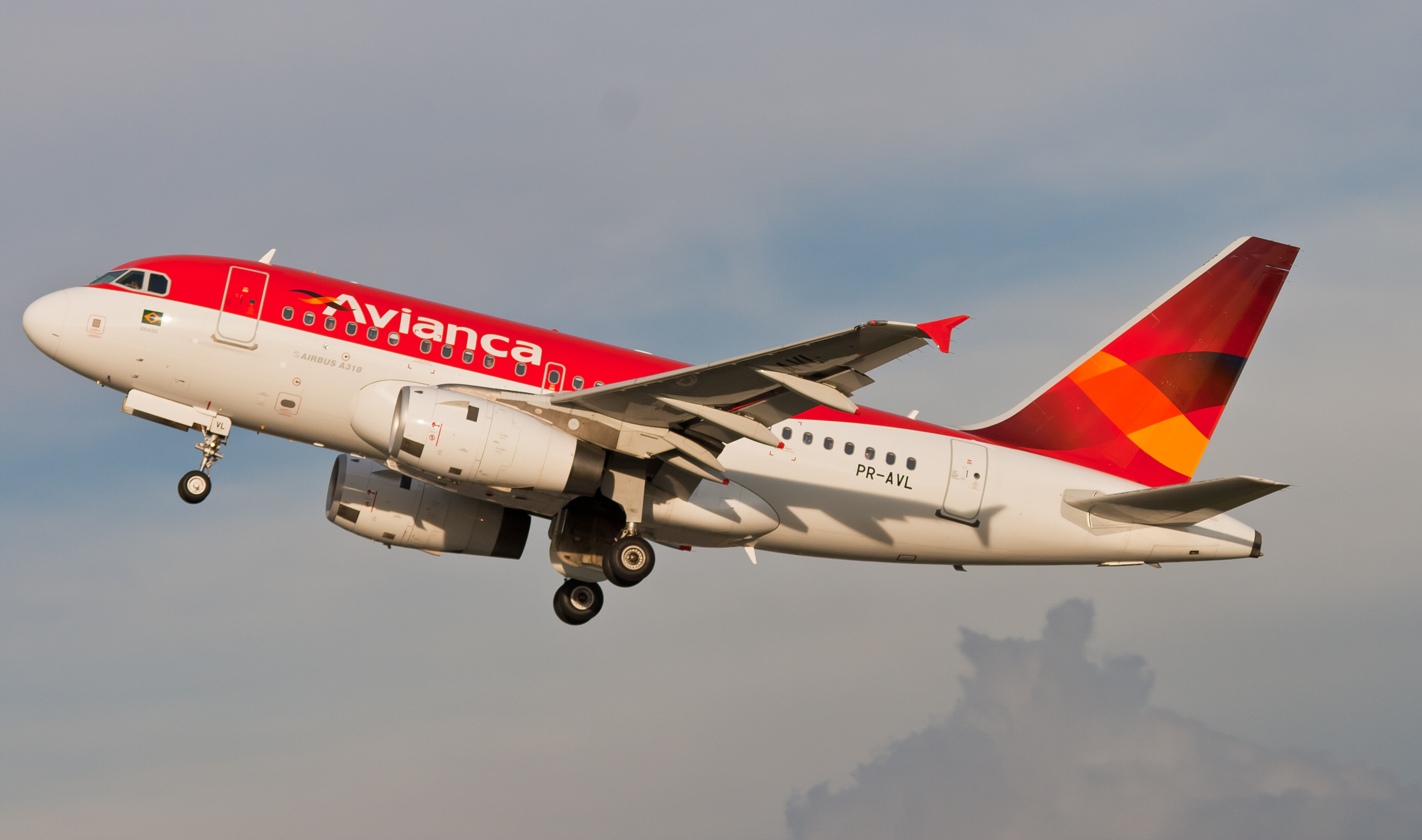
Un Airbus A318-100 di Avianca Brasil.

Il 26 marzo 2010 Germán Efromovich ha annunciato la ridenominazione di OceanAir come Avianca Brasil, consentendo al gruppo Synergy di allineare ulteriormente le operazioni di OceanAir e Avianca. Il primo aereo con il nuovo nome ha iniziato le operazioni di volo il 27 aprile 2010. Il 10 novembre dello stesso anno, Star Alliance ha deciso di accettare che Avianca Holdings si unisse alla rete come compagnia aerea membro. Tuttavia, Avianca Brasil è stata respinta all'epoca a causa delle sue piattaforme informatiche obsolete e dell'obiezione di TAM Airlines, che successivamente ha lasciato Star Alliance per unirsi a Oneworld, dopo essersi unita a LAN. A seguito dell'uscita di TAM, Avianca Brasil è entrata ufficialmente a far parte di Star Alliance il 22 luglio 2015 come affiliata. L'11 ottobre 2016, la compagnia aerea ha preso in consegna il primo degli otto Airbus A320neo noleggiati da GECAS. Il 10 dicembre 2018, la compagnia aerea ha presentato istanza di protezione dal fallimento, 100 milioni di R $ (26 milioni di dollari USA) sono stati dovuti agli aeroporti e il debito bancario è cresciuto del 50%, mentre United Airlines ha concesso un prestito di 456 milioni di USD al proprietario di Avianca, Synergy Group. I debiti totali ammontavano a 493 milioni di reais (127 milioni di dollari USA), mentre la prima metà del 2018 ha generato 175,6 milioni di reais di perdite. Il 18 aprile 2019 Azul ha annullato la sua offerta per l'acquisto di Avianca Brasil, ma ha ripresentato l'offerta il 13 maggio. Il 24 maggio 2019, ANAC ha sospeso i voli di Avianca Brasil, per motivi di sicurezza mentre il 24 giugno dello stesso anno, la sua sospensione è stata ufficialmente scritta nel registro ufficiale da Anac. Il 20 agosto 2019, Star Alliance ha annunciato l'uscita di Oceanair Linhas Aéreas S.A. (Avianca Brasil) dall'alleanza a partire dal 1 settembre 2019. Il 6 luglio 2020 Avianca Brasil ha dichiarato fallimento in tribunale.

## Struttura aziendale
Il nome legale della compagnia aerea è rimasto OceanAir ma è stato ribattezzato in Avianca poiché era di proprietà di Synergy Group, che possedeva Avianca Holdings. Avianca Colombia e Avianca Brasil sono rimaste entità legali separate ma nel febbraio 2017 è stato riferito che Avianca Holdings, prevedeva di ottenere le necessarie approvazioni normative per trasformare Avianca Brasil in Avianca Holdings. L'amministratore delegato, Frederico Pedreira, è entrato in carica nell'aprile 2016 mentre José Efromovich, fratello minore di Germán Efromovich (presidente di Avianca Holdings), è entrato in carica come presidente del Consiglio di amministrazione nella stessa data.

## Accordi commerciali
Avianca Brasil aveva accordi di codeshare con le seguenti compagnie:
- Aeroméxico
- Air Canada
- Air Europa
- Alitalia[17]
- Avianca
- Avianca El Salvador
- Ethiopian Airlines
- Etihad Airways[18]
- South African Airways
- Turkish Airlines
- United Airlines

## Flotta

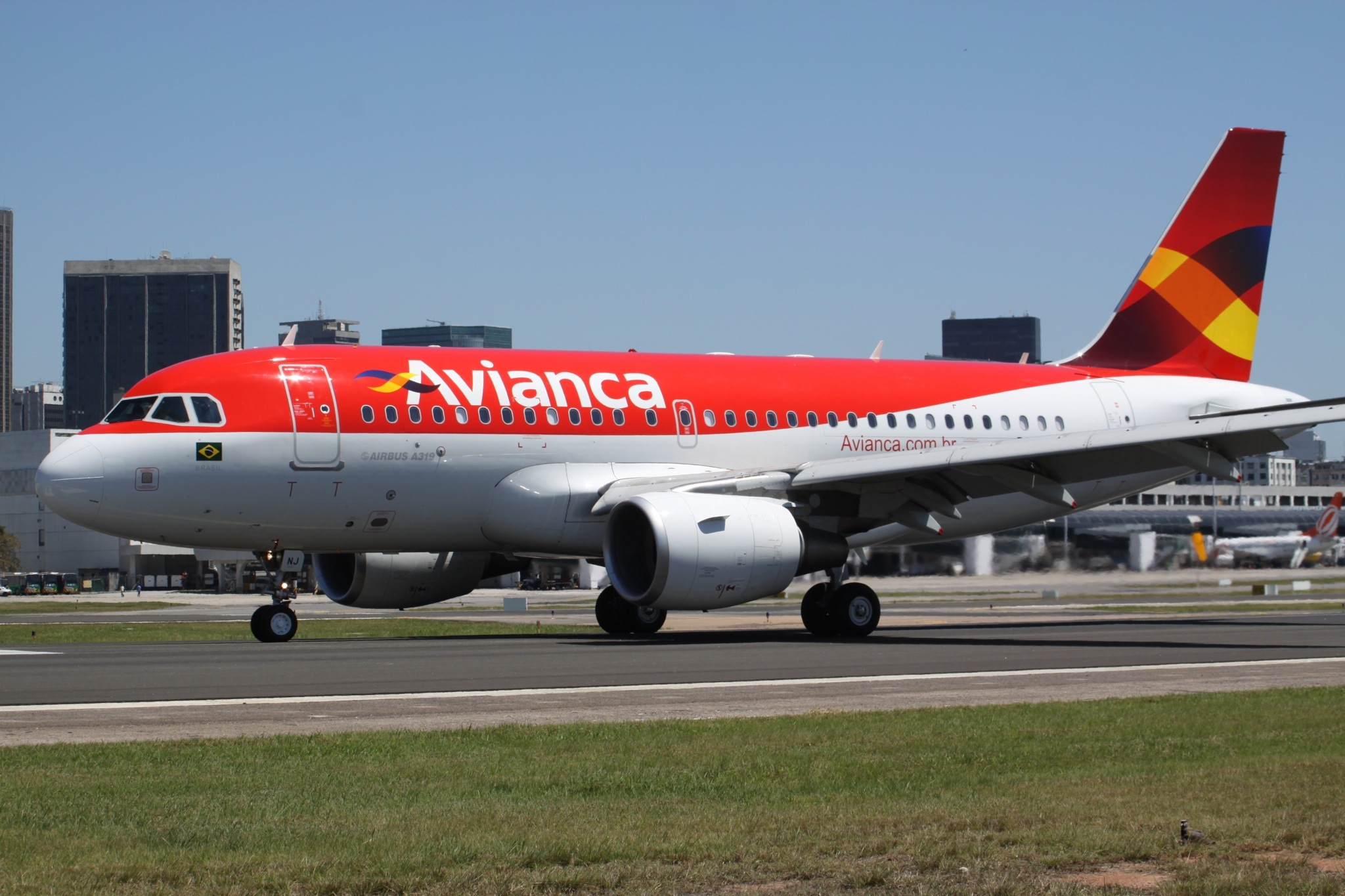
Un Airbus A319-100 di Avianca Brasil.

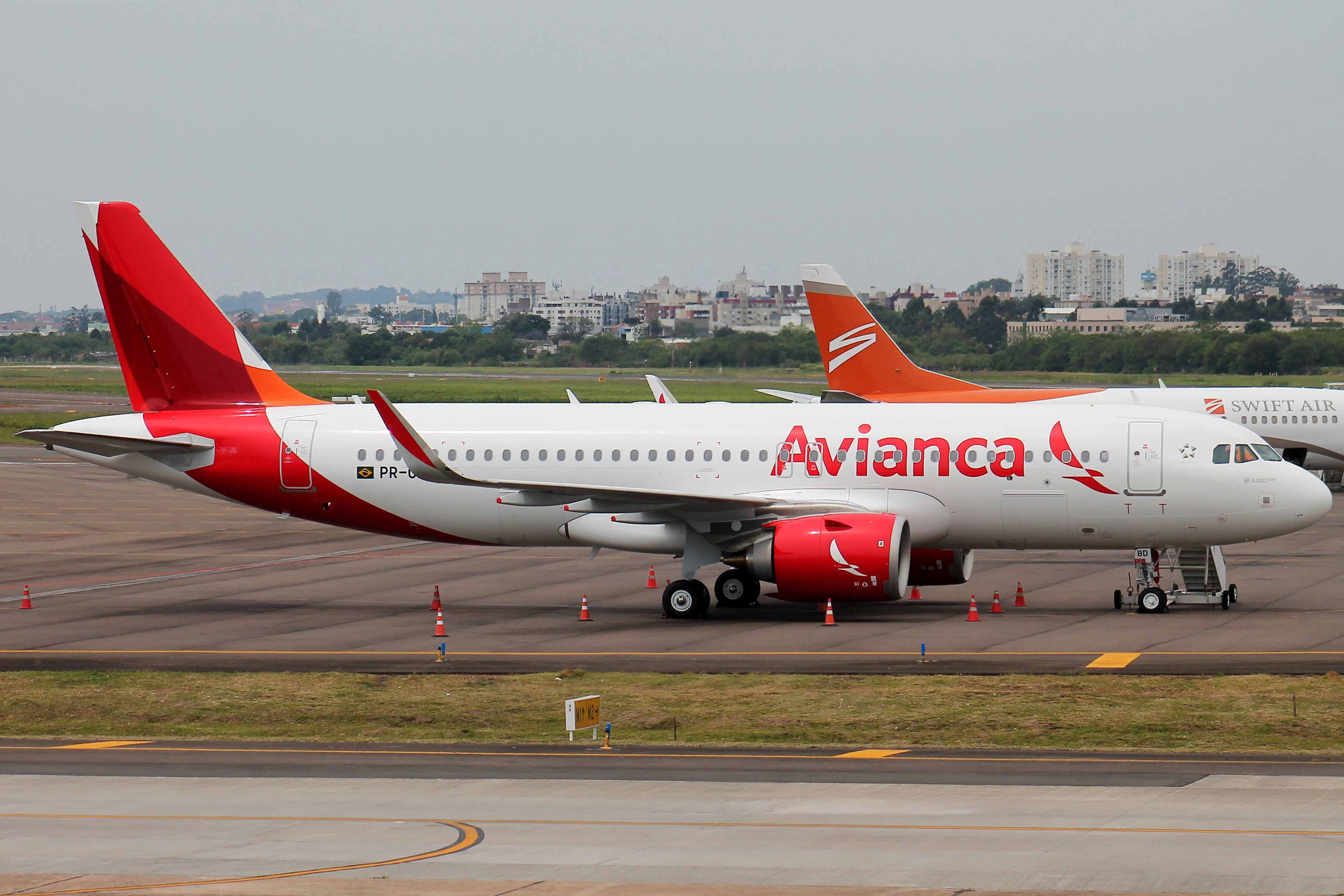
Un Airbus A320neo di Avianca Brasil.

Ad aprile 2019 la flotta Avianca Brasil risultava composta dai seguenti aerei:

## Flotta storica

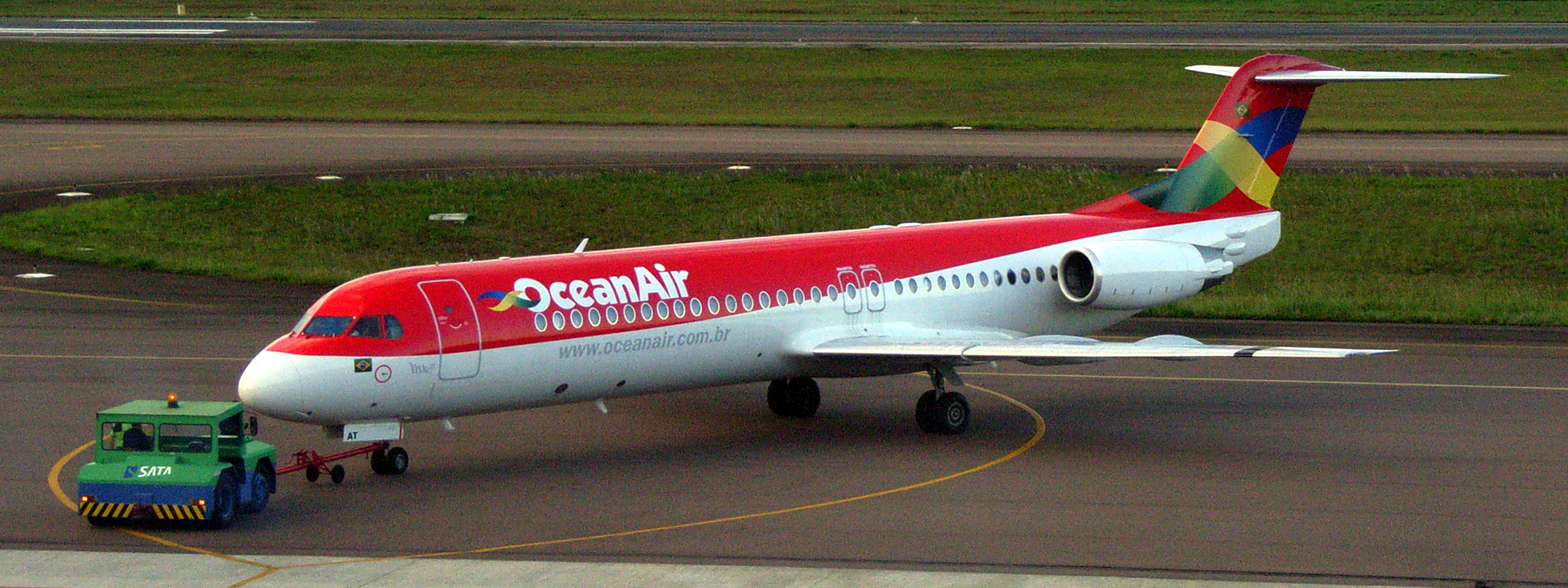
Un Fokker F100 di Avianca Brasil.

Nel corso degli anni Avianca Brasil ha operato con i seguenti modelli di aeromobili:

## Incidenti
- Il 12 agosto 2010, un Learjet 55C (registrato PT-LXO) è stato danneggiato in un incidente durante un'escursione in pista all'aeroporto di Rio de Janeiro-Santos Dumont. L'aereo è uscito dalla fine della pista 02R nell'acqua della baia di Guanabara. I tre occupanti non sono rimasti feriti[21].
- Il 28 marzo 2014, un Fokker 100 (registrato PR-OAF) si è schiantato durante l'atterraggio all'aeroporto internazionale di Brasilia dopo che il carrello anteriore non si era esteso. Nessuno è rimasto ferito nell'incidente, ma l'aereo è stato distrutto[22].